# Myliobatis hamlyni
Myliobatis hamlyni är en rockeart som beskrevs av Ogilby 1911. Myliobatis hamlyni ingår i släktet Myliobatis och familjen örnrockor. IUCN kategoriserar arten globalt som starkt hotad. Inga underarter finns listade i Catalogue of Life.